# Turica (gmina Lučani)
Turica (cyr. Турица) – wieś w Serbii, w okręgu morawickim, w gminie Lučani. W 2011 roku liczyła 530 mieszkańców.